# 猪场管理软件
猪场管理软件是对猪场经营进行管理的软件，包括营养、繁殖、兽医、育种及销售。在某些情况下，育种软件也可能独立出售。
常见的猪场管理软件有Herdsman、Porcitec、PigCHAMP、PigWIN、猪场管家软件、GPS猪场生产管理信息系统、GBS种猪育种数据管理与分析系统、GBS种猪场管理与育种分析系统、金牧猪场管理软件pigCHN等。
猪场管理软件以Windows操作系统为主，育种计算方面有个别软件使用UNIX操作系统完成。用于生产管理的模板多数只是简单的数据库操作，而育种模板则会使用BLUP及PEST等算法进行计算。